# Marek Dziuba
Marek Dziuba (* 19. prosince 1955, Łódź) je bývalý polský fotbalista, obránce. S polskou reprezentací získal bronz na mistrovství světa v roce 1982, na němž nastoupil k pěti utkáním. Za národní tým nastupoval v letech 1977–1984 a odehrál za něj 53 utkání, v nichž vstřelil jeden gól. Na klubové úrovni hrál za ŁKS Łódź (1973–1984), Widzew Łódź (1984–1987) a závěr kariéry strávil v dresu belgického K. Sint-Truidense VV (1987–1992). S Widzewem získal polský pohár v sezóně 1984/85. V polské lize odehrál 364 zápasů a dal 15 branek. Po skončení hráčské kariéry se stal trenérem, vedl mj. oba lodžské kluby. S ŁKS získal v roce 1998 titul polského mistra.